# In the Shadows (album)
Pour les articles homonymes, voir In the Shadows.
Albums de Mercyful Fate
Return of the Vampire
(1992) The Bell Witch EP
(1994)
In the Shadows est le troisième album de Mercyful Fate. C'est aussi leur premier disque depuis la reformation du groupe en 1992.
Il est sorti en 1993, chez Metal Blade Records. L'album contient un titre-bonus, Return of the Vampire, qui a été réenregistré avec Lars Ulrich, le batteur de Metallica. Bien que la pochette indique Snowy Shaw comme batteur sur le disque, toutes les parties de batterie ont été jouées par Morten Nielsen.

## Liste des titres
Toutes les paroles sont écrites par King Diamond.
| No  | Titre                                       | Musique        | Durée |
| --- | ------------------------------------------- | -------------- | ----- |
| 1.  | Egypt                                       | King Diamond   | 4:52  |
| 2.  | The Bell Witch                              | Hank Shermann  | 4:34  |
| 3.  | The Old Oak                                 | Hank Shermann  | 8:55  |
| 4.  | Shadows                                     | King Diamond   | 4:42  |
| 5.  | A Gruesome Time                             | Michael Denner | 4:31  |
| 6.  | Thirteen Invitations                        | King Diamond   | 5:17  |
| 7.  | Room of Golden Air                          | King Diamond   | 3:07  |
| 8.  | Legend of the Headless Rider                | Hank Shermann  | 7:43  |
| 9.  | Is That You, Melissa?                       | King Diamond   | 4:41  |
| 10. | Return of the Vampire... 1993 (titre bonus) | Hank Shermann  | 5:08  |

## Composition du groupe
- King Diamond - chants
- Michael Denner - guitare
- Hank Shermann - guitare
- Timi Hansen - basse
- Morten Nielsen - batterie
- John Marshall - clavecin, batterie
- Lars Ulrich - batterie sur Return of the Vampire